# 세르비아어

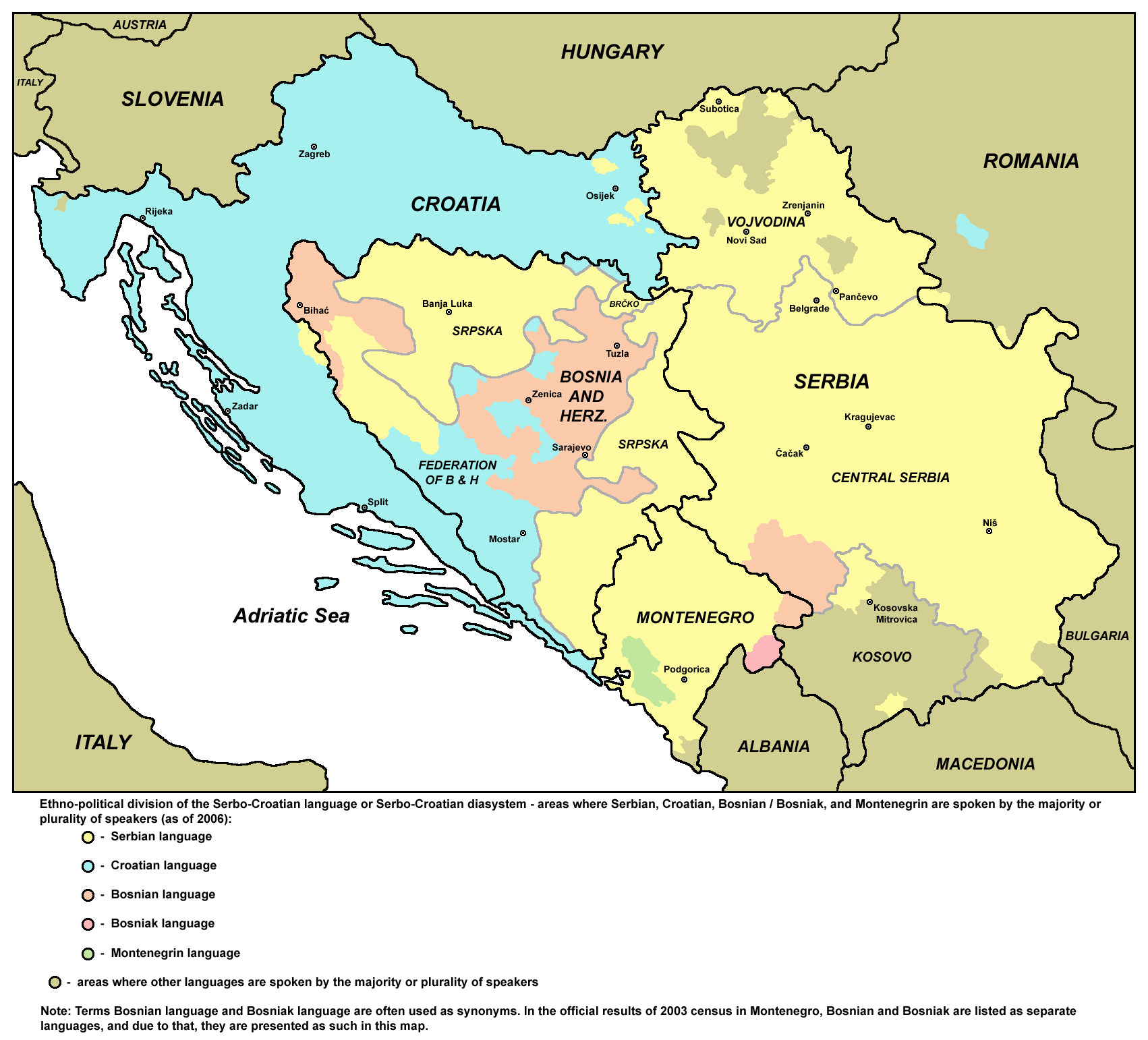

세르비아어(српски / srpski 스릅스키 [sr̩̂pskiː])는 세르비아의 공용어로, 세르보크로아트어의 일종이다. 서부 남슬라브어군에 속하며, 슬로베니아어와 가까운 언어이기도 하다.
크로아티아어, 보스니아어, 몬테네그로어와 원래는 하나의 언어로 다루어졌으나, 유고슬라비아 사회주의 연방 공화국이 나뉘면서 표준어도 함께 분리되었다. 몬테네그로어와는 사실상 같은 언어이고, 보스니아어, 크로아티아어와도 표기문자를 제외하고는 큰 차이가 없다.

## 세르비아어의 문자
| 키릴 문자 | 라틴 문자 |   | 키릴 문자 | 라틴 문자 |
| А         | A         | Н | N         |           |
| Б         | B         | Њ | Nj        |           |
| В         | V         | О | O         |           |
| Г         | G         | П | P         |           |
| Д         | D         | Р | R         |           |
| Ђ         | Đ         | С | S         |           |
| Е         | E         | Т | T         |           |
| Ж         | Ž         | Ћ | Ć         |           |
| З         | Z         | У | U         |           |
| И         | I         | Ф | F         |           |
| Ј         | J         | Х | H         |           |
| К         | K         | Ц | C         |           |
| Л         | L         | Ч | Č         |           |
| Љ         | Lj        | Џ | Dž        |           |
| М         | M         | Ш | Š         |           |

## 특징
세르비아어의 표기 문자로는 키릴 문자와 로마자를 모두 허용하고 있다. 로마자도 사용하나, 실제 세르비아에서는 키릴 문자를 더 많이 사용한다. 하지만 인터넷에서는 편의상 그냥 로마자로 적는 경우도 많이 보인다. 현재는 로마자 사용자가 증가하고 있어 세르비아의 젊은 세대에서는 로마자가 더 편한데 키릴 문자를 왜 쓰냐는 반응이 오기도 하며, 민영 방송국조차도 로마자로 송출하고 있다. 그래도 아직 세르비아 내에서는 로마자보다는 키릴 문자를 더 자주 사용하고 있다.
그에 비해 크로아티아어는 로마자만을 쓰며, 보스니아어와 몬테네그로어도 로마자 표기가 일반적이다.

## 세르비아어 사이트
세르비아 대사관

## 같이 보기
- 몬테네그로어